# شبكة بيغ تن
بيغ تن نتورك هي شبكة رياضية أمريكية مقرها شيكاغو، إلينوي. القناة مخصصة لتغطية الرياضات الجماعية التي يقرها مؤتمر بيغ تن، بما في ذلك البث المباشر والمسجل للأحداث والأخبار وبرامج التحليل والمحتويات الأخرى التي تركز على المدارس الأعضاء في المؤتمر. هو مشروع مشترك بين فوكس سبورتس وبيغ تن، حيث تمتلك فوكس كوبيريشن 51 ٪ من المساهمين والشريك التشغيلي، وتمتلك بيغ تن الإعلامية حصة 49٪. يقع المقر الرئيسي في مبنى مجمع شركة مونتجومري وارد مبنى كتالوج البيت في 600 شارع ويست شيكاغو في شيكاغو.
تشغل شبكة بيغ تن من قبل معظم مزودي التلفزيون الرئيسيين، واعتبارًا من عام 2014، كان هناك ما يقدر بنحو 60 مليون مشترك في الولايات المتحدة ، وقد عزز العدد من خلال إضافة جامعة روتجرز وجامعة ماريلاند إلى المؤتمر. .